# Svatá Begga
Svatá Begga také Svatá Begga z Andenne (620? Landen, Vlámsko – 17. prosince 691-693? Andenne, Vlámsko) byla řeholnice a svatá katolické církve. Byla starší sestrou svaté Gertrudy a manželkou Ansegisela vévody na dvoře Sigibeta III.

## Život
Narodila se jako dcera austrasijského majordoma sv. Pipina I. Staršího a jeho manželky sv. Itty Idubergy. Její sestrou byla sv. Gertruda. Begga se provdala za Ansegisela z rodu Arnulfingů, syna sv. Arnulfa, biskupa z Met. Tímto sňatkem byla posílena již dříve existující aliance mezi oběma rody. Z jejich manželství vzešli tři potomci, Pipin II. Prostřední (z Herstalu), Martin z Laonu a Klotilda z Herstalu, jež se pravděpodobně stala manželkou krále Neustrie Theudericha III. Pobývala na hradě Chèvremont u Lutychu. Po smrti manžela vstoupila do kláštera. Založila několik kostelů a krátce před svou smrtí založila klášter v Andenne u Namuru, kde strávila zbytek života jako abatyše.
Přes svého syna Pipina, který ve své osobě spojil moc a sílu rodů svého otce a své matky, byla Begga babičkou Karla Martela, který byl dědou Karla Velikého.
V 11. století byla zařazena do římského martyrologia. Její památka se připomíná 17. prosince.